# Posata

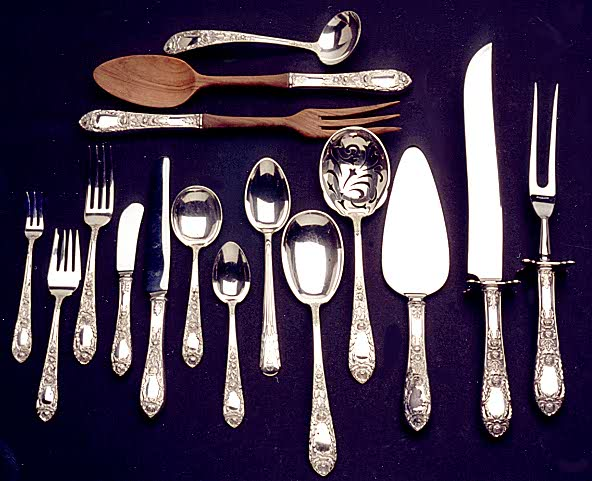
Posate in argento da coperto e da servizio

Con il termine posata si intende principalmente un utensile (come la forchetta, il coltello o il cucchiaio) che serve per mangiare o cucinare evitando il contatto tra il cibo e le mani.
Le posate sono realizzate principalmente in metallo; un tempo in argento, alluminio, ottone e alpacca, oggi acciaio inox, ma esistono anche posate in legno, corno o porcellana. Per la ristorazione veloce o per occasioni in cui non vi è la possibilità di lavare le posate come picnic o feste ci sono posate in plastica usa e getta, anche imbustate per motivi igienici.
Si dividono in posate da tavola, quelle usate per mangiare, e posate di servizio, sia quelle usate per servire i cibi a tavola che quelle usate in cucina per la preparazione dei cibi.

## Servizio di posate
Fa parte con i piatti e le cristallerie del servizio da tavola, è strutturato per un prestabilito numero di coperti: solitamente 6 o 12, tutti i suoi pezzi sono realizzati con il medesimo materiale e hanno la stessa linea e le stesse decorazioni.

### Coperto

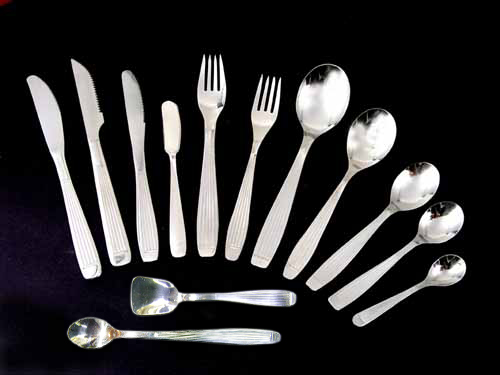
Le posate di un coperto completo

Comprende un diverso numero di posate, da tre nel caso più semplice a molte nelle apparecchiature formali, con diverse portate.
- Da tavola:
  - cucchiaio
  - coltello da tavola
  - forchetta (possono essere due o più)
- Da pesce:
  - coltello da pesce (lama non affilata)
  - forchetta da pesce
- Da frutta:
  - forchettina
  - coltello
- Da dolce:
  - cucchiaio da dolce (misura media)
  - forchetta da dolce (media e generalmente con un bordo semi-tagliente)
  - cucchiaio da gelato
- Da caffè:
  - cucchiaino piccolo, non è in tavola ma viene portato con le tazzine del caffè.
- Da sale:

### Da servizio a tavola
- mestolo
- mestolino da salsa
- posate da insalata
- forchettone da arrosto, con denti lunghi ed elsa
- coltello da arrosto, lama lunga ed elsa
- cucchiaio di servizio (grande)
- cucchiaio da zucchero
- coltello da burro
- forchettina da sottaceti
- paletta da dolce

## Cucina
- forchettone
- mestolo
- schiumarola
- cucchiaio graduato
- coltelli da cucina
- trinciapollo

## Bacchette
Nei Paesi dell'est (Cina, Giappone, Corea, ecc.), al posto delle normali posate vengono utilizzate delle bacchette per il cibo. Tuttavia questa tradizione è stata portata anche in occidente in alcuni tipici locali a tema orientale.

## Galleria d'immagini

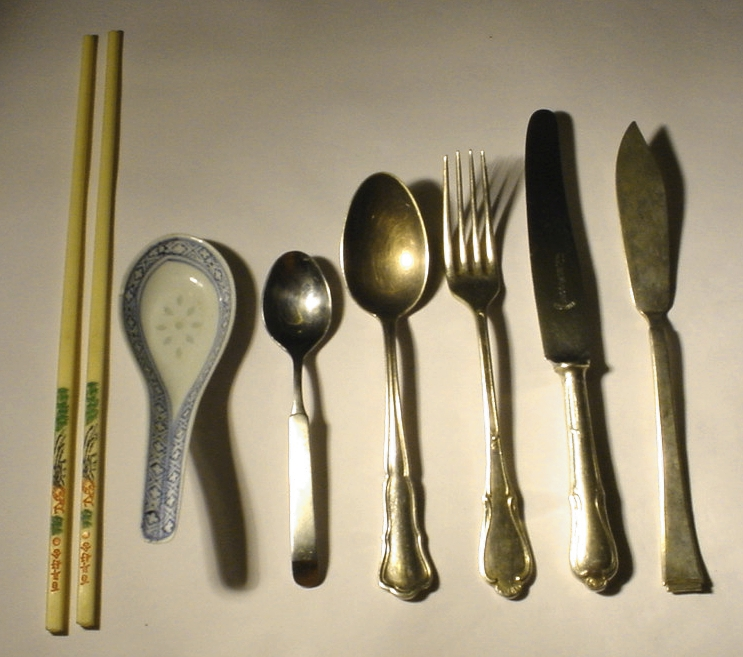
Posate da tutto il mondo: bacchette, cucchiaio in porcellana, cucchiaio da dolce, cucchiaio da tavola, forchetta, coltello da tavola, coltello da pesce
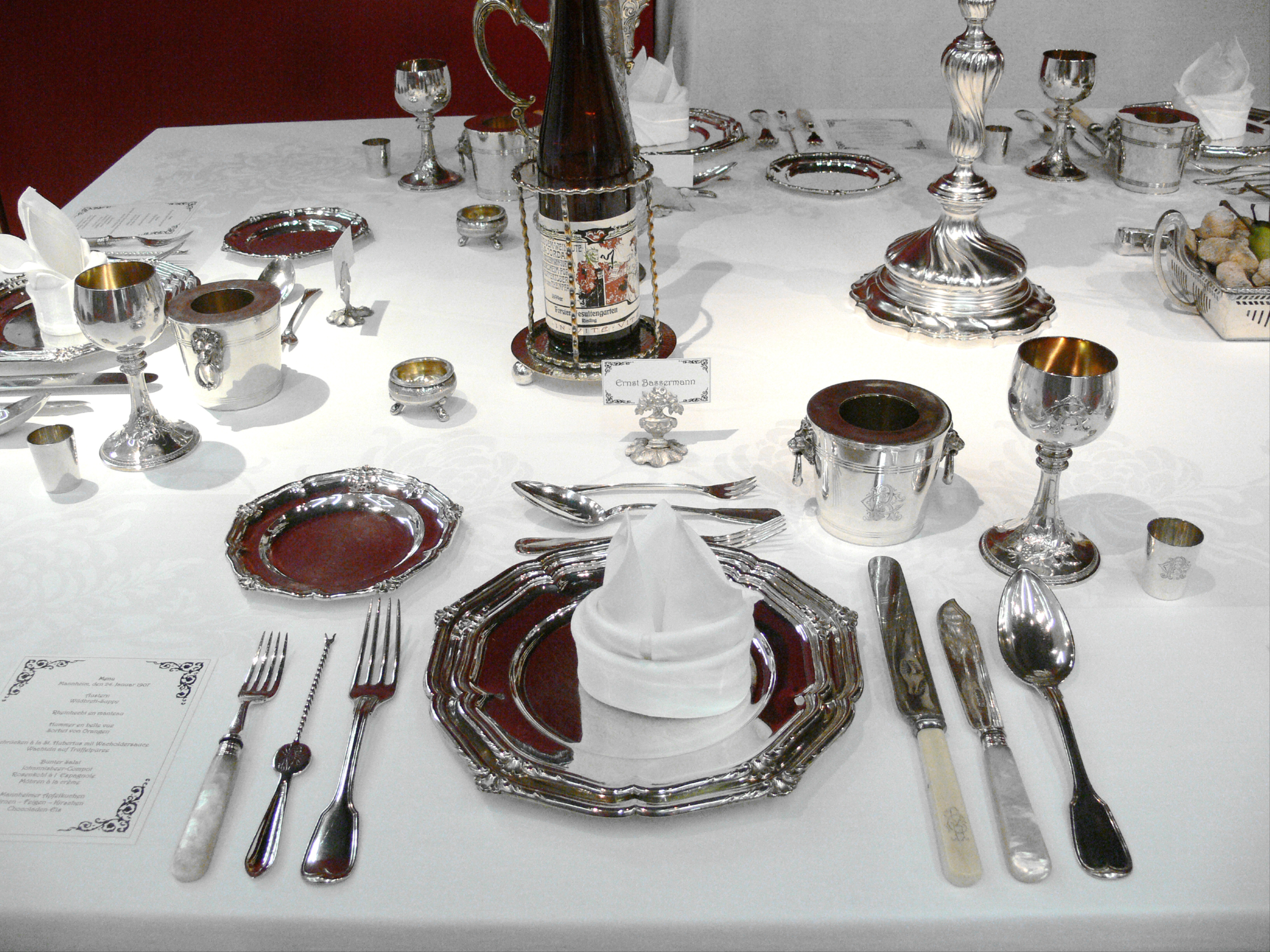
Posate tedesche, dopo il 1888
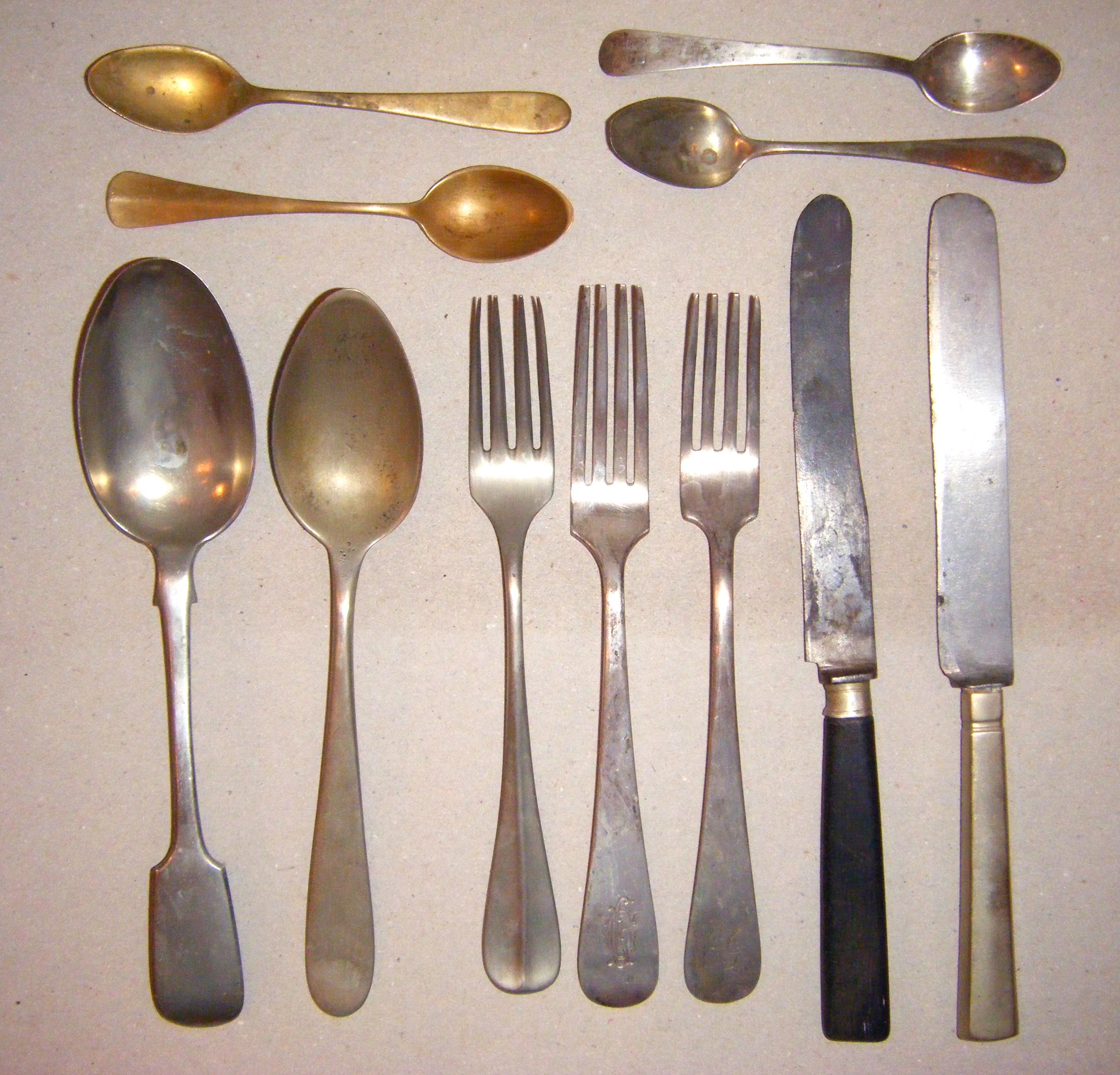
Posate della fine dell'Ottocento in alpacca
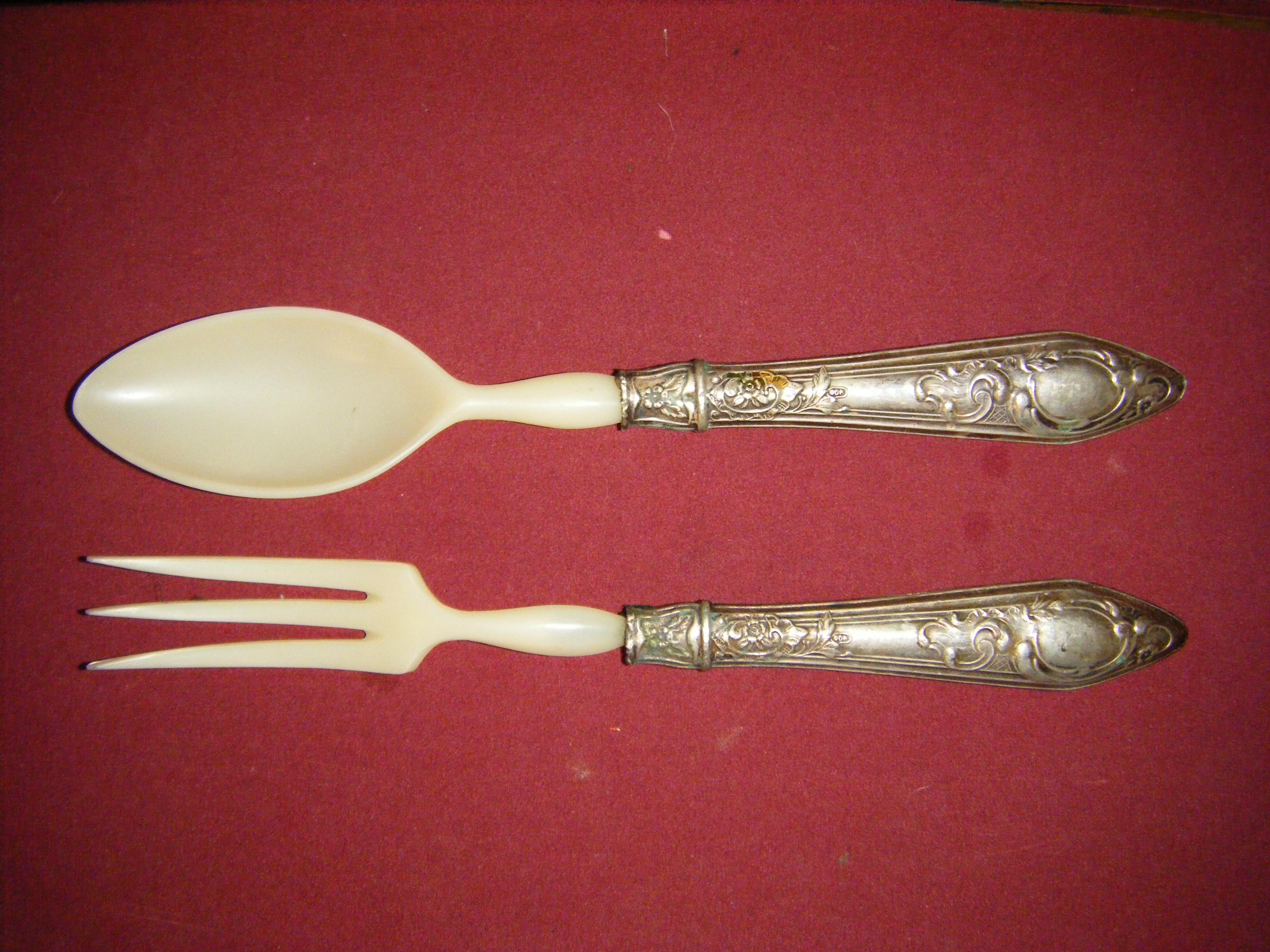
Posate di servizio da insalata in avorio e argento della fine dell'Ottocento